# Idiasta delicata
Idiasta delicata är en stekelart som först beskrevs av Papp 1969.  Idiasta delicata ingår i släktet Idiasta och familjen bracksteklar. Inga underarter finns listade i Catalogue of Life.